# Urotheca lateristriga
Urotheca lateristriga — вид змій родини полозових (Colubridae). Мешкає в Колумбії і Еквадорі.

## Поширення і екологія
Urotheca lateristriga мешкають на тихоокеанських схилах на південному заході Колумбії (на південь від Вальє-дель-Кауки) і на північному заході Еквадору (на південь до Котопахі). Вони живуть у вологих тропічних лісах в передгір'ях, на висоті до 1431 м над рівнем моря.